# Yuji Hyakutake
Yuji Hyakutake (百武 裕司, Hyakutake Yūji?, 7 de julio de 1950, Shimabara, Nagasaki – 10 de abril de 2002, Kagoshima) fue un aficionado a la astronomía japonés que descubrió el cometa C/1996 B2, más conocido como cometa Hyakutake el 31 de enero de 1996 a través de unos binoculares 25×150.
Hyakutake se interesó por la astronomía cuando era estudiante de educación secundaria, después de observar el cometa Ikeya-Seki en 1965 a la edad de 15 años.
Se graduó en la Universidad Kyūshū Sangyō con una especialización en fotografía, y comenzó a trabajar en un periódico de Fukuoka.
Su primer descubrimiento fue el cometa C/1995 Y1, el 26 de diciembre de 1995. Poco más de un mes después, Hyakutake descubrió el cometa C/1996 B2 mientras intentaba observar al C/1995 Y1.
El C/1996 B2, también llamado el Gran Cometa de 1996, fue uno de los cometas que más cerca se han aproximado a la Tierra en los últimos 200 años, y su aparición fue una de las más espectaculares de los tiempos modernos.
Hyakutake falleció en Kokubu, Kagoshima en 2002, a la edad de 51 años, por un aneurisma que le produjo una hemorragia interna.
El asteroide (7291) Hyakutake lleva su nombre.

## Enlaces
http://www.britannica.com/EBchecked/topic/863570/Yuji-Hyakutake
http://space.about.com/od/astronomerbiographies/a/hyakutakedies.htm Archivado el 26 de junio de 2010 en Wayback Machine.
- Datos: Q542628
- Multimedia: Yuji Hyakutake (astronomer) / Q542628